# قصر قورباغه‌ها
قصر قورباغه‌ها نام کتابی‌ نوشتهٔ یوستین گردر نویسنده نروژی است که در سال ۱۹۸۸ میلادی در نروژ انتشار یافت. این کتاب در سال ۱۳۷۷ توسط مهرداد بازیاری ترجمه شد و نشر هرمس (کیمیا) آن را منتشر کرد. قصر قورباغه‌ها یک داستان ویژهٔ کودکان و نوجوانان است.

## داستان
کریستوفر پسر کوچکی‌ست که دلتنگ پدربزرگ فوت شده‌اش است، شبی کوتوله‌ای در مقابل او ظاهر می‌شود و کریستوفر را به یک سرزمین‌رویایی که یک قصر آنجاست می‌برد در حالی که خدمتکارها مارمولک‌اند و قورباغه‌هایی آنجاست که حالت جادویی دارند و...

## منبع
1. ↑  مشارکت‌کنندگان ویکی‌پدیا. «Jostein Gaarder-List of works». در دانشنامهٔ ویکی‌پدیای انگلیسی، بازبینی‌شده در ۱۹ دی ۱۳۹۰.
2. ↑  «قصر قورباغه‌ها». سازمان اسناد و کتابخانه ملی جمهوری اسلامی ایران. دریافت‌شده در ۱۹ دی ۱۳۹۰.[پیوند مرده]
3. ↑  «شورای اقتباس سیمافیلم، وارد«قصر قورباغه‌ها»شد». مرکز سیما فیلم. ۲ مرداد ۱۳۹۰. دریافت‌شده در ۱۹ دی ۱۳۹۰.[پیوند مرده]